# 宝陵河
宝陵河，又称北水溪，位于中国海南省文昌市东部，发源于昌洒镇宝德村，东南流至龙楼镇以东铜鼓岭以北的宝陵港入南海。全长29.3公里，流域面积156平方公里。宝陵河口北部海岸即为著名的月亮湾景区。